# Schwestern vom Göttlichen Herzen Jesu
Die Schwestern vom Göttlichen Herzen Jesu (Lat.: Congregatio Sororium Divini Cordis Jesu,  Ordenskürzel:CDC) sind eine Ordensgemeinschaft nach  päpstlichen Recht. Sie wurde 1905 von Gabriele Klause (1870–1942) und Maria Johanna Ernst (1885–1961) in Breslau gegründet.

## Gründung und Geschichte
Die zunächst als religiöser Verein gegründete Gesellschaft wurde 1921 in eine Kongregation umgewandelt. Im gleichen Jahr wurde Maria Johanna Ernst zur ersten Generaloberin gewählt.  Am 16. November 1928 erhielt die Ordensgemeinschaft von Kardinal Adolf Bertram, Bischof und später Erzbischof von Breslau, die Erlaubnis zur Gründung einer eigenen Kommunität. Am 3. August 1937 wurde die „Kongregation vom Göttlichen Herzen Jesu“ durch Papst Pius XI. approbiert.
Während des Zweiten Weltkrieges wurden das Mutterhaus und alle Ordenseinrichtungen zerstört. Die zumeist deutschstämmigen Ordensschwestern mussten Polen verlassen. Viele zogen nach Deutschland, einige fanden vorübergehend bei den Neusser Alexianern Unterkunft. Viele Schwestern gingen nach Übersee, wie etwa nach Brasilien. Von 1934 bis 1986 gab es auch Niederlassungen in den  Niederlanden.
In Westdeutschland wurde das erste Regionalat, der Sitz der Ordensprovinz, 1950 in Füssenich, einem Stadtteil von Zülpich, gegründet. Die Ordensschwestern waren bis zum Jahr 1998 im St.-Nikolaus-Stift tätig. Derzeit gibt nur noch das Regionalat in Düren. Das Mutterhaus des Frauenordens ist jetzt wieder in Breslau beheimatet.

## Pastorale Tätigkeiten
- Religionsunterricht (Katechese)
- Tätigkeiten als Gemeindeschwester und Betreuung von Kindern und Jugendlichen
- Seelsorge für Gehörlose und Blinde
- Gemeindearbeit in Brasilien
- Seit 1991 Zusammenarbeit mit den Ortskirchen in der Ukraine
- Seit 2007 leitet der Orden in Breslau ein Wohnheim für Studentinnen